# Lélouma
Lélouma – miasto w Gwinei, w regionie Labe, siedziba administracyjna prefektury Lélouma. W 2015 roku miejscowość liczyła 4777 mieszkańców.